# Zonder titel (Dik Box, Amsterdam-Zuidoost)
Op de kruising van de Reigersbosdreef en de Meerkerkdreef in Amsterdam-Zuidoost staat een titelloos werk van Dik Box, die zichzelf inschaalt als Universal Moving Artists.
Het kunstwerk, een kinetisch object, is een cirkelconstructie van drie aluminium cirkels en staat in het plantsoentje van de rotonde op die kruising. Tot 2002, toen de rotonde werd aangelegd, stond het kunstwerk in de berm van de toen nog aanwezige T kruising.De grootste cirkel is open en staat vast op de grond. In de boog van die grote cirkel is een kleinere cirkel (eveneens open) gemonteerd; deze kleinere cirkel is zo gemonteerd dat zij zich vrij kan bewegen tegenover de grote cirkel. In die kleinere cirkel is de kleinste cirkel op dezelfde wijze gemonteerd zodat zij vrij kan bewegen ten opzichte van de middelgrote en grootste cirkel. De kleinste cirkel is niet open, maar deels gesloten door een rood geschilderd rasterwerk. Door weer en wind, maar ook door zonopkomst en –ondergang ontstaat constant een nieuw interpretatie van beeld en omgeving.
Vanwege de plaatsing op de kruising tussen twee op dijklichamen geplaatste dreven die alleen toegankelijk zijn voor gemotoriseerd verkeer, is het beeld voor voetgangers en fietsers alleen op afstand te bezien.